# Żywot własny

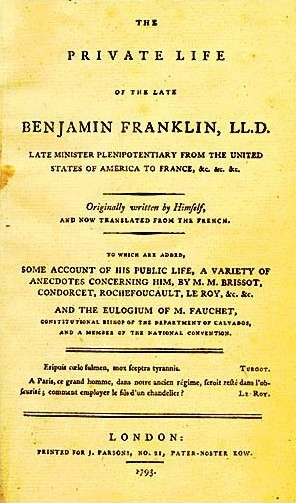

Żywot własny – autobiografia Benjamina Franklina. Powstawała w latach 1771–1784. Podzielona na cztery części; pierwszą część autor dedykował swojemu synowi Williamowi.
Franklin w swojej autobiografii zawarł pochwałę pragmatyzmu.